# David Gallagher
Pour les articles homonymes, voir Gallagher.
David Gallagher est un acteur américain, né le 9 février 1985 à New York (État de New York).
Il est principalement connu pour avoir interprété le rôle de Simon Camden dans la série Sept à la maison, de 1996 à 2006.

## Biographie

### Enfance et études
Né dans le Queens, David Lee Gallagher est le fils de Darren James Gallagher, d'origine irlandaise, et d'Elena Lopez, d'origine cubaine. Ses parents se séparent quand il est encore bébé et sa mère se remarie avec Vincent Casey, de qui elle a quatre autres enfants : Michelle (née le 13 février 1988), Kelly (née le 13 mai 1991), Kyle (1995), et Killian (1997). Diplômé de la Chaminade College Preparatory School de Californie en 2003, il s'inscrit à l'université du Sud de la Californie, où il se spécialise dans les études de cinéma et de télévision, d'où il ressort diplômé en mai 2007.

### Carrière
David Gallagher a commencé à jouer dès l'âge de deux ans, en tant qu'enfant mannequin pour des publicités à New York, ce qui le conduit à apparaître dans des publicités telles que Tyson Foods, Walt Disney World, Burger King, Panasonic, Hanse, Betty Crocker, Tyson Foods et Fisher-Price. À huit ans, il joue brièvement un rôle récurrent dans la série Amoureusement vôtre.
Il tourne dans un premier film en 1993 lorsqu'il décroche le rôle de Mikey Ubriacco dans Allô maman, c'est Noël, interprétant le fils de John Travolta et de Kirstie Alley.
En 1996, il retrouve John Travolta dans le film Phénomène. La même année, il est choisi pour incarner Simon Camden dans la série Sept à la maison, qui va le faire connaître du grand public, et dans laquelle il va jouer pendant plus de dix ans. Il avouera des années plus tard que même si c'était une merveilleuse série et que le rôle de Simon était super à incarner, qu'il était difficile de se débarrasser de cette image du fils Camden.
Il tourne parallèlement dans quelques films, notamment dans Richie Rich : Meilleurs vœux (1998) et La Gardienne des secrets (2001) avec Evan Rachel Wood. En 2003, il quitte la série Sept à la maison au cours de la huitième saison, afin d'aller au lycée à temps plein. Cependant, il revient dans la série, à temps partiel, pendant les saisons 9 à 10, mais ne revient pas lors de la onzième et dernière saison (fin 2006), choisissant de ne pas renouveler son contrat.
Son premier rôle après avoir quitté Sept à la maison est une apparition dans la série Numbers, interprétant le tueur en série Buck Winters en septembre 2006, un rôle qu'il reprendra en janvier 2009. Il joue le rôle de Mark en 2007 dans le film d'horreur Boogeyman 2. En juillet 2008, il apparaît dans la série Saving Grace dans le rôle de Paul Shapiro, un jeune homme perturbé qui est le suspect dans une enquête criminelle. Il fait ensuite une apparition en octobre 2008 dans un épisode de la série Bones dans le rôle de Ryan Stephenson, le fils d'une femme transgenre. Puis, en novembre 2008, il apparaît dans un épisode de la série FBI : Portés disparus, incarnant un suspect nommé Jeff Ellis, soupçonné d'être responsable de la disparition d'une infirmière.
Il prête aussi sa voix au personnage de Riku dans Kingdom Hearts, série de jeux vidéo d'action-RPG, et au personnage de Seiji Amasawa dans le film d'animation du Studio Ghibli, Si tu tends l'oreille.
Il apparaît encore dans l'avant-dernier épisode de la série The Deep End, où il interprète un homme accusé de meurtre alors qu'il est innocent. Il apparaît aussi dans la saison 6 de la série Les Experts : Miami en 2009, interprétant un autre meurtrier présumé.
En mars 2012, David joue avec Jake Weber dans Scared of the Dark, réalisé par Takashi Shimizu.
En 2017, David Gallagher tient le rôle de Brian dans le téléfilm Ton bébé m'appartient diffusé sur TF1 le 1er juin 2018.

### Vie privée
David Gallagher a eu une relation avec l'actrice Megan Fox de 2003 à 2004,. En 2004, David a entretenu une relation avec l'actrice américaine Shannon Woodward durant un an puis avec Jillian Grace durant l'année 2005.
David Gallagher est porte-parole de l'organisation Cure Autism Now, son plus jeune frère, Killian, étant autiste.

## Filmographie
- 1993 : Amoureusement vôtre (Loving) : (série télévisée)
- 1993 : Allô maman, c'est Noël (Look Who's Talking Now) : Mikey Ubriacco
- 1995 : It Was Him or Us : Stevie Pomeroy (téléfilm)
- 1996 : Summer of Fear : Zack Marshall (téléfilm)
- 1996 : Dernier arrêt (Bermuda Triangle) : Sam (téléfilm)
- 1996 : Phénomène (Phenomenon) : Al Pennamin
- 1996-2006 : Sept à la maison (7th Heaven) : Simon Camden (série télévisée)
- 1997 : Les Ailes de la victoire (Angels in the Endzone) : Kevin Harper (téléfilm)
- 1997 : Walker, Texas Ranger : Chad Morgan (série télévisée)
- 1998 : Richie Rich : Meilleurs Vœux (Richie Rich's Christmas Wish) : Richie Rich (vidéo)
- 1999 : Rocket Power : Oliver Van Rossum (voix)
- 1999 : La Famille Delajungle (The Wild Thornberrys) : Ben (voix)
- 2000 : D'Étranges Voisins (The New Adventures of Spin and Marty) : Marty Markham (téléfilm)
- 2001 : La Gardienne des secrets (Little Secrets) : David
- 2002 : Kingdom Hearts : Riku (jeu vidéo : voix)
- 2003 : Kart Racer : Scott McKenna
- 2004 : Kingdom Hearts: Chain of Memories : Riku / Néo-Riku (jeu vidéo : voix)
- 2005 : The Quiet : Brian
- 2005 : Kingdom Hearts 2 : Riku (jeu vidéo : voix)
- 2006 : Si tu tends l'oreille (Whisper of the Heart) : Seiji Amasawa (voix)
- 2006 : Sunday Morning :
- 2006-2009 : Numbers : Buck Winters (série télévisée : 4 épisodes)
- 2007 : Kingdom Hearts II Final Mix : Riku (jeu vidéo : voix)
- 2007 : Le Portrait de Dorian Gray (The Picture of Dorian Gray) : Dorian Gray
- 2007 : Les Experts : Miami (CSI: Miami) : Rick Bates (série télévisée : épisode Dangerous Son)
- 2007 : Freakin' Zombies, Man! : Duke (vidéo)
- 2007 : Boogeyman 2 : Mark
- 2007 : Kingdom Hearts: Chain of Memories : Riku (jeu vidéo : voix)
- 2008 : Saving Grace : Paul Chapiro (série télévisée : saison 2, épisode 2)
- 2008 : Bones : Ryan Stephenson (série télévisée : saison 4, épisode 7)
- 2008 : FBI : Portés disparus (Without a Trace) : Jeff Ellis (série télévisée)
- 2009 : Kingdom Hearts: 358/2 Days : Riku (jeu vidéo : voix)
- 2009 : Smallville (série télévisée : saison 9, épisode 8) : Zan
- 2010 : Kingdom Hearts: Birth by Sleep : Riku / Xehanort jeune (jeu vidéo : voix)
- 2010 : Betwixt (téléfilm) :
- 2010 : The Deep End (série télévisée) : Kevin Mather
- 2011 : Super 8 : Donny
- 2011 : Trophy Kids : Reid Davis
- 2011 : Vampire Diaries : Ray Sutton (série télévisée : saison 3, épisode 1 et 2)
- 2011 : Kingdom Hearts: Coded : Riku (jeu vidéo : voix)
- 2012 : Esprits criminels (Criminal Minds) : Matt Moore (série télévisée: saison 8, épisode 8)
- 2012 : Les Experts (CSI: Crime Scene Investigation) : Adam Kemp (série télévisée)
- 2012 : Les Experts : Manhattan (CSI: NY) : Marty Bosch (série télévisée)
- 2012 : Kingdom Hearts 3D: Dream Drop Distance : Riku (jeu vidéo : voix)
- 2013 : Scared of the Dark : Adam (préproduction)
- 2013 : Second Generation Wayans : Jeremy Silverman (série télévisée)
- 2013 : Kingdom Hearts HD 1.5 Remix : Riku (jeu vidéo : voix)
- 2014 : In Your Eyes : Lyle Soames
- 2014 : Kingdom Hearts HD 2.5 Remix : Riku (jeu vidéo : voix)
- 2017 : Kingdom Hearts HD 2.8 Final Chapter Prologue : Riku (jeu vidéo : voix)
- 2017 : Ton bébé m'appartient (téléfilm) : Brian
- 2018-2020 : L'Alieniste : Greg Hatch
- 2019 : Kingdom Hearts III : Riku / Néo-Riku / Riku Obscur (jeu vidéo : voix)

### En tant que scénariste
- 2007 : Runt de Walt Becker

## Distinctions

### Récompense
- Teen Choice Awards 2003 : Acteur de télévision préféré, catégorie action/drame

### Nominations
- Young Artist Awards 1994 : meilleur acteur de moins de dix ans dans un film
- Young Artist Awards 1997 : meilleur jeune acteur dans une série télévisée dramatique
- Young Artist Awards 1998 : meilleur jeune acteur dans une série télévisée dramatique
- Young Artist Awards 1999 : meilleure jeune distribution dans une série télévisée
- Young Artist Awards 2002 : meilleur jeune acteur dans une série télévisée dramatique
- Teen Choice Awards 2004 : acteur de télévision préféré, catégorie action/drame